# Янжул Іван Іванович
Янжул Іван Іванович (23 травня (2 червня) 1846, Васильківський повіт (згідно до свідоцтва про смерть народився у Стародубі, Чернігівської губернії— 13 жовтня 1914, Вісбаден, Німеччина) — економіст і статистик, педагог, діяч народної освіти, один з перших в Російській імперії фабричних інспекторів, член Петербурзької Академії наук (з 1895).

## Життєпис
З українського шляхетського роду.

У 1864 році вступив на юридичний факультет Московського університету. У 1869 році закінчив його зі ступенем кандидата. Стажувався в Лейпцизькому, Гейдельберзькому та Цюрихському університетах (1872—1873), працював над дисертацією в бібліотеці Британського музею в Лондоні. У 1874 році захистив в Московському університеті магістерську дисертацію.